# 下洞
下洞是中国广东省广州市从化区的一个自然村。在江埔街道东南面约8千米，属上罗村管辖。清朝建村。1998年时，全村人口50人。